# 면세점

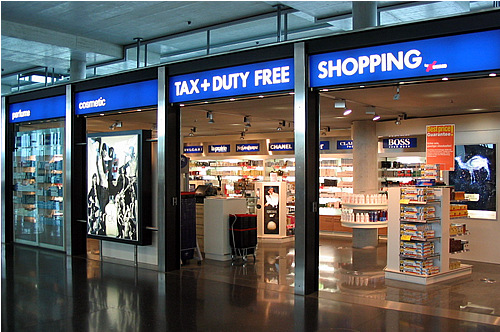
취리히국제공항의 면세점

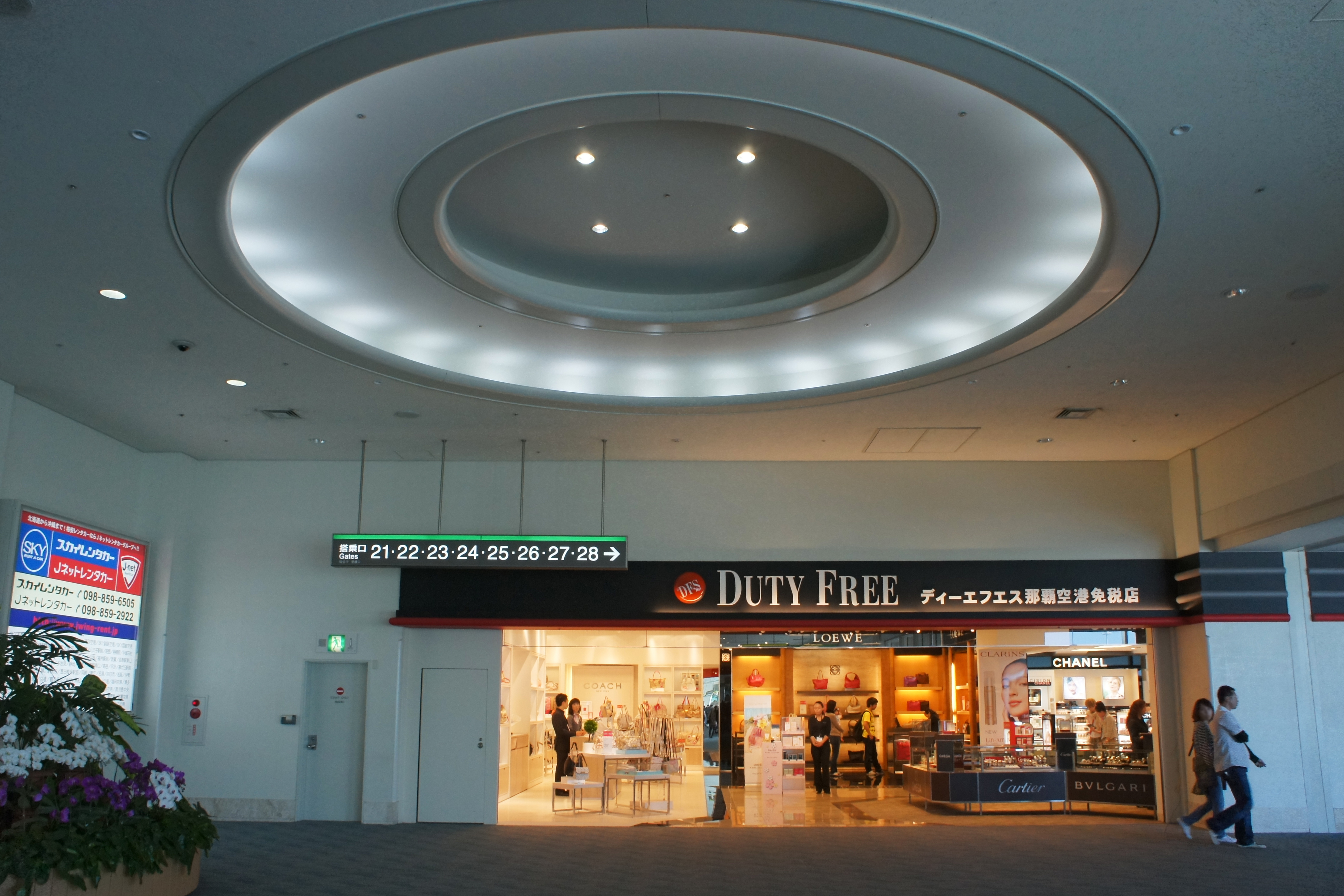
나하국제공항의 면세점

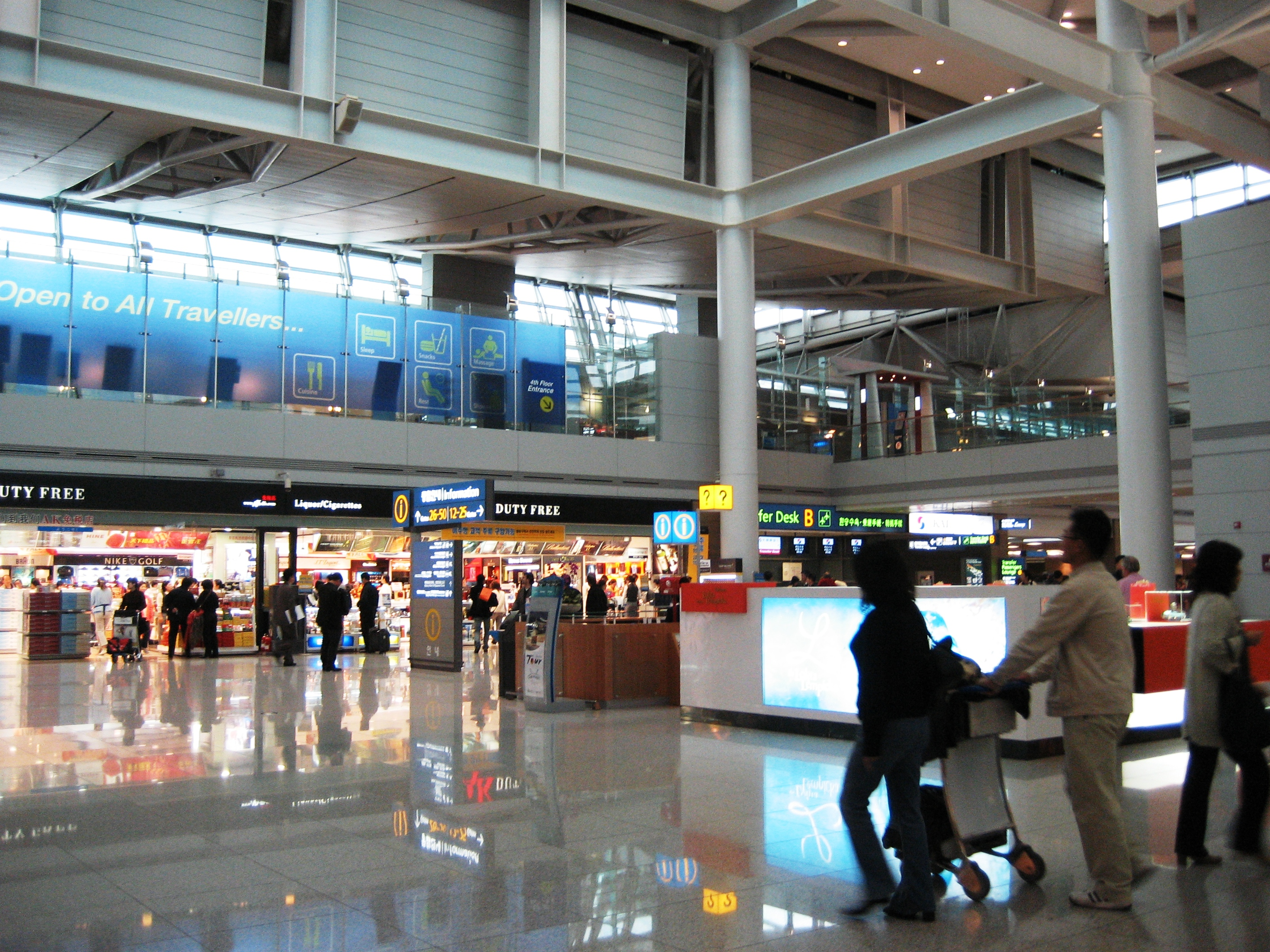
인천국제공항의 면세점

면세점(免稅店, duty-free shop)은 여행자에게 부과되는 세금(소비세, 주세, 수입품의 관세 등)을 면제하여 판매하는 소매점을 말한다. 주로 공항 또는 항만, 도시 내 번화가에 있다. 또한 국제선의 항공기 내에서 이루어지는 면세품 판매도 면세점과 같은 역할을 한다.

## 국내 면세점 현황

### 공항·항만 면세점
가장 흔한 형태의 면세점이다. 공항과 항만에 위치해 있다. 구입한 물건을 바로 받을 수 있으며 출국 심사 후 출발 대기장에서 이용할 수 있다. 대개 출국장에 있지만 입국장에 자리잡은 경우도 있다. 점포나 체인 형태가 많으며 시내 면세점보다 가격이 비싼 것이 특징이다. 대한민국에는 현재 총 19곳에서 운영하고 있다.
최근에는 문재인 대통령이 입국장 면세점 도입을 지시하는 등 입국장 면세점 도입이 정치권에서 활발히 추진되고 있으며, 도입 시 출국하면서 면세품들을 들고 다니는 불편이 해소될 것으로 보인다. 이에 따라 2019년 5월에는 인천국제공항에 입국장 면세점이 도입된다.

### 시내 면세점
각 도시의 시 내부에 위치한 면세점이다. 구매한 물건을 즉시 수령할 수 없다. 공항 또는 항만에서 출국 심사를 받은 이후 면세품 수령처(인도장)에서 취득할 수 있다. 대한민국에는 현재 총 16곳에서 운영하고 있다. 2015년 7월 신규 면세점이 서울 3곳, 제주 1곳에 추가로 선정되어 개점 준비에 들어갔다. 같은 해 11월 충남에 신규 면세점 1곳이 추가로 선정되었다. 2016년 4월 정부는 서울 4곳, 부산 1곳, 강원 1곳에 신규 면세점을 추가 설치하겠다고 발표했다.

### 내국인 면세점
내국인 면세점은 그 국가의 관광 유치를 중점으로 하는 도시에 설치된다. 기존 면세점과 달리 국내선 이용자들을 대상으로 면세품을 판매한다. 일본 나가사키현 쓰시마시 이즈하라정, 대한민국 제주특별자치도 제주시와 서귀포시 등에 설치되었다. 대한민국에는 제주특별자치도에 총 5곳의 지정면세점이 운영되고 있다.

#### 제주 지정면세점
제주특별자치도에서는 제주도 여행객에 대한 면세점 특례 규정에 따라 제주국제공항 국내선 청사, 제주항에 있는 JDC면세점과 제주국제컨벤션센터, 성산항에 있는 JTO면세점에서의 쇼핑이 가능하다. 다만 갤러리아면세점 제주국제공항점 등과 같이 해외 출국 전용의 면세점에서는 쇼핑이 불가능하다. 또한 특정 면세점 제도와 달리 담배의 판매도 실시되고 있지만 이용자의 연령 제한(19세 이상), 연간 6회, 1회당 40만원(주류, 담배는 각 1개)의 구매 제한이 있다. 주문시 본인 확인을 위해 신분증을 제시해야 한다. 가격은 다른 국내 면세점과 같이 모두 미국 달러로도 표시되고 있다. 2014년 11월부터 구매 연령 제한이 폐지되고 2015년부터는 구매 한도가 600달러로 상향되었다. 이후에 1인당 면세범위는 미화 800달러로 상향되었고, 별도로 주류 2병(전체 용량이 2ℓ 이하이고, 총 가격이 미화 400달러 이하), 궐련 200개비, 향수 60ml(만 19세 미만자가 반입하는 술과 담배는 제외함)까지 면세 가능한 것으로 변경되었다.

## 도착 면세점
몇몇 국가나 자치령에서 도착면세점을 운영하는데 도착하는 승객이 입국 후 세관을 통과하기 전 면세품을 즉시 구입할 수 있게 입국면세점을 설치해서 운영한다. 도착 면세점 운영 국가: 아르헨티나, 오스트레일리아, 브라질, 칠레, 중화인민공화국, 콜롬비아, 아이슬란드(솅엔노선 포함), 인도, 자메이카, 케냐, 레바논, 말레이시아, 뉴질랜드, 노르웨이(솅엔노선 포함), 파나마, 필리핀, 스리랑카, 스위스(솅엔노선 포함), 중화민국 대만, 터키, 아랍에미레이트, 우즈베키스탄
캐나다와 스웨덴은 도착 면세점 설치를 고려해왔다. 유럽연합과 대한민국은  인천공항에 입국하면 작지만 입국 면세점이 있다. 상품이 많이 없어서 그렇지 주류는 충분히 구매할 수 있다.

## 같이 보기
- 대한민국 관세청